# Караада
Караада (тур. Karaada — «Чёрный остров») — остров, принадлежащий Турции, у южного побережья полуострова Бодрум в заливе Гёкова Эгейского моря, к северо-востоку от греческого острова Кос. Наивысшая точка — 374 м над уровнем моря. Западнее расположен остров Ич (Ичада). Закрывает с юга бухту Бодрум (Bodrum Körfezi), на побережье которой расположен порт Бодрум.

## История
В Средние века принадлежал Византии и назывался Аркос (греч. Αρκός — «Медведь», лат. Arkos).
В 1402 году рыцари-госпитальеры с Родоса заняли Бодрум (древний Галикарнас) и его окрестности. В 1522 году султан Сулейман I захватил Родос и уцелевшие госпитальеры переселились на Сицилию.
По соглашению 1932 года Италия передала Турции мелкие острова и скалы, расположенные у самых берегов Малой Азии, оставляя за собой захваченные в результате итало-турецкой войны 1911—1912 гг. острова Додеканес.